# Benidorm Fest 2023
El Benidorm Fest 2023 va ser la segona edició del certamen de Radiotelevisió Espanyola en el qual es va seleccionar la cançó que va representar Espanya al Festival de la Cançó d'Eurovisió 2023. La final es va celebrar el 4 de febrer de 2023 al Palau d'Esports l'Illa de Benidorm de la localitat homònima, la qual va comptar amb dues semifinals prèvies dutes a terme en la mateixa seu els dies 31 de gener i 2 de febrer. Els presentadors van ser Mónica Naranjo, Rodrigo Vázquez i Inés Hernand. La cançó guanyadora va ser «Eaea» de Blanca Paloma.

## Organització
En primer lloc, la Generalitat Valenciana, principal patrocinador de l'esdeveniment, va anunciar que s'ampliaria la capacitat del Palau de l'Illa en el qual s'hi albergarien les diferents gales, així com la creació del Benidorm Fest Village per a albergar diferents actes culturals, exposicions, xerrades i visites dels participants als seguidors de l'esdeveniment.
D'altra banda, des d'RTVE, també va plantejar a la FORTA que les diferents cadenes autonòmiques poguessin organitzar fases prèvies a l'estil de talent xous autonòmics o crear el seu propi Fortavisión per a seleccionar un o dos artistes que tindrien una plaça reservada al Benidorm Fest, sense condicionar la participació d'altres artistes que poguessin accedir directament al Benidorm Fest o a través de la invitació d'RTVE. Finalment, es va desestimar aquesta idea.
Per la seva part, els primers detalls de l'esdeveniment, que incloïen les bases del concurs, es van donar a conèixer el 19 de juliol de 2022 en una roda de premsa a la pròpia ciutat de la Marina Baixa. En aquesta roda de premsa es va anunciar Mónica Naranjo com a presentadora del programa i Nacho Cano com a president del jurat professional.
Més tard, el 14 de setembre de 2022, en la presentació de continguts d'RTVE, es va confirmar que Inés Hernand repetiria com a copresentadora, acompanyant Mónica Naranjo, i que Màxim Huerta abandonaria la presentació de les gales per a estar al capdavant d'un programa diari dedicat al Benidorm Fest durant la setmana del festival en el access prime time de la 1, on se seguirà l'actualitat des de Benidorm. Pel seu costat, Alaska, que també abandonaria la presentació del festival, presentaria una gala nadalenca en La 1 amb alguns dels participants de la primera edició i amb Chanel com a protagonista. El 18 de novembre es va anunciar que Rodrigo Vázquez se sumaria a Mónica Naranjo i Inés Hernand com a presentador titular del festival.
Després, el 19 d'octubre, es va anunciar que el cartell d'artistes de la segona edició del festival seria revelat en un programa especial presentat per Inés Hernand i Rodrigo Vázquez la nit del 27 d'octubre de 2022 en La 1. Dies després, la data va ser retardada al dissabte 29 d'octubre i, a més, Inés Hernand va substituïda per Julia Varela. Per a evitar filtracions, els noms dels aspirants van ser anunciats finalment la nit del 25 d'octubre en un breu programa sota el títol de Benidorm Fest: Los elegidos presentat per Inés Hernand, encara que es va mantenir la gala del dissabte 29, amb el mateix nom, per a conèixer els perfils de cada artista, les seves motivacions per a presentar-se al festival, les seves trajectòries musicals i alguna pista sobre la proposta que estrenarien en els pròxims mesos.
El 12 de gener es va confirmar que Màxim Huerta es deslligava per complet del projecte, de manera que van passar a presentar el programa previ previst Aitor Albizua i Miki Núñez. Aquest, a més, es va batejar com La noche del Benidorm Fest, que s'emetria en format previ i post els dies de cada semifinal i únicament en format post el dia de la final.
El 25 de gener es van anunciar els noms definitius dels 8 membres del jurat amb la incorporació de Nina com a portaveu en substitució de Nacho Cano.

## Estructura
La competició consisteix en dues semifinals i una final. En total, hi competeixen 18 cançons aspirants dividides entre les dues semifinals, és a dir, hi participen 9 en cadascuna. En cada semifinal, les quatre cançons més votades entre el jurat professional nacional (18,75 %) i internacional (31,25 %), el panell demoscòpic (25 %) i el televot (25 %), passen directament a la final. En aquesta final, les vuit cançons classificades tornen a ser interpretades per a determinar quina serà la representant d'Espanya en el Festival de la Cançó d'Eurovisió 2023, seguint el mateix sistema de votació que en les gales anteriors.

## Presentadors i jurat

### Presentadors titulars
| Presentador     | Professió                          |
| --------------- | ---------------------------------- |
| Mónica Naranjo  | Cantant                            |
| Inés Hernand    | Presentadora, advocada i humorista |
| Rodrigo Vázquez | Presentador                        |

### Presentadors d'espais derivats

#### Benidorm Fest: Los elegidos
| Presentador     | Professió                            | Informació                                                                          |
| --------------- | ------------------------------------ | ----------------------------------------------------------------------------------- |
| Inés Hernand    | Presentadora, advocada i humorista   | Programa de presentació dels noms dels 18 participants del festival el 25 d'octubre |
| Julia Varela    | Presentadora, reportera i periodista | Presentació dels 18 participants del festival del 29 d'octubre                      |
| Rodrigo Vázquez | Presentador                          | Presentació dels 18 participants del festival del 29 d'octubre                      |

#### La noche del Benidorm Fest
| Presentador    | Professió                                          | Informació                                                                                                  |
| -------------- | -------------------------------------------------- | --- |
| Aitor Albizua  | Periodista i presentador                           | Previ i post dedicats al Benidorm Fest abans i després de les semifinals i després de la final del festival |
| Miki Núñez     | Cantant i representant d'Espanya en Eurovisió 2019 | Previ i post dedicats al Benidorm Fest abans i després de les semifinals i després de la final del festival |
| Soraya Arnelas | Cantant i representant d'Espanya en Eurovisió 2009 | Previ i post dedicats al Benidorm Fest abans i després de les semifinals i després de la final del festival |
| Alberto Guzmán | Periodista                                         | Previ i post dedicats al Benidorm Fest abans i després de les semifinals i després de la final del festival |

### Jurat
Per a l'edició de 2023, 8 professionals de la música componen el jurat expert per al festival, a diferència de l'edició de 2022, en la qual RTVE va comptar amb 5 membres, en total. Dels triats, el 63% del pes recau en el vot internacional (5/8), mentre que el 37% fa el propi en l'àmbit nacional (3/8), fet que difereix també de l'anterior edició, en la qual el 60% del pes va ser nacional, que deixava el jurat internacional amb el 40% de la decisió total.
| Jurado                | Professió |
| --------------------- | --- |
| Nina (portaveu)       | Cantant, actriu i representant d'Espanya en Eurovisió 1989                                                           |
| Christer Björkman     | Cantant i productor de televisió, representant de Suècia en Eurovisió 1992 i excap de producció del Melodifestivalen |
| Irene García Valiente | Directora de El último lugar, programa especialitzat en música urbana                                                |
| José Juan Santana     | President de OGAE España, autor i compositor                                                                         |
| William Lee Adams     | Fundador i director de Wiwibloggs, presentador i locutor de BBC Radio                                                |
| Katrina Leskanich     | Exvocalista de Katrina & the Waves, guanyadors d'Eurovisió 1997                                                      |
| Nicola Caligiore      | Excap de delegació d'Itàlia en Eurovisió                                                                             |
| Tali Eshkoli          | Membre de l'equip de producció d'Eurovisió 2019                                                                      |

## Selecció de participants
L'1 de setembre de 2021, RTVE va obrir un termini que es prolongaria fins al 10 d'octubre perquè artistes, autors i compositors enviessin les seves propostes a la corporació pública de ràdio i televisió, mentre que la mateixa emissora es va reservar una invitació directa a cantants i autors de renom de l'escena musical actual. Tant la valoració de les candidatures com les invitacions es van realitzar en col·laboració amb assessors musicals.
El concurs estava obert a intèrprets, grups i autors que tinguessin almenys 16 anys abans de maig de 2023, i que havien de ser de nacionalitat espanyola o tenir residència permanent a Espanya (en el cas de duos o grups, almenys el 50 % dels membres havien de complir amb aquesta condició). Els cantants només van poder presentar una sol·licitud, encara que els compositors van tenir la possibilitat de presentar una cançó com a autors principals i dues cançons addicionals com a coautors.
En una roda de premsa celebrada a l'octubre de 2022, la cap de la delegació espanyola, Eva Mora, va declarar que s'havien rebut 455 presentacions a través del formulari en línia, 27 per correu electrònic i 394 de manera directa per les discogràfiques i els segells editorials, sumant un total de 876. Posteriorment, els noms dels concursants van ser anunciats oficialment per RTVE el 25 d'octubre de 2022 en un programa especial en directe, retransmès per la 1 i RTVE Play en horari de màxima audiència, presentat per Inés Hernand, presentadora titular del festival en 2023. Després, el dissabte 29, Julia Varela i Rodrigo Vázquez presentarien un programa més detallat sobre aquests participants.

### Cançons
Les cançons han de ser originals i no haver estat publicades, interpretades o distribuïdes, totalment o parcialment, abans de setembre de l'any anterior al Festival d'Eurovisió (d'acord amb les regles del certamen). A més, la cançó ha de durar entre 2 minuts i mig i 3 minuts, i ha d'incloure almenys el 65% de la lletra en castellà i/o llengües cooficials d'Espanya.
En relació als continguts les bases estableixen que «seran motiu de rebuig i exclusió les cançons i candidatures que utilitzin llenguatge inapropiat o ofensiu, missatges o gestos polítics o similars, o faci al·lusió a marques, productes, empreses i/o suposi qualsevol tipus de publicitat, que poguessin sofrir el risc de ser expulsades d'Eurovisió o que no estigui permesa la seva emissió en RTVE i/o atempti contra el seu codi ètic i el que s'estableix en el Mandat Marco respecte al compromís amb la igualtat entre dones i homes. També totes aquelles que no compleixin amb uns mínims  de qualitat en la seva composició i/o producció».

### Artistes
S'hi van seleccionar 18 candidats (inicialment estava previst que fossin 16), dels quals almenys dos han de ser d'aquells que es van registrar en la web. Per a triar als participants, es tindria en compte la paritat de gènere, la combinació de referències musicals amb nous talents i la varietat d'estils.
D'entre els triats, destaca el retorn de Blanca Paloma, 5a classificada del Benidorm Fest 2022, qui es va convertir en la primera artista que repetiria la seva participació en el certamen i en la primera artista que hi participaria dues edicions seguides.

## Participants
| Artista/s     | Cançó                | Idioma                  | Compositors | Escenografia               |
| ------------- | -------------------- | ----------------------- | --- | -------------------------- |
| Agoney        | «Quiero arder»       | Castellà                | Agoney Hernández Morales, Marta Martínez López, Andrés Huélamo López (Blackpanda)                                 | David Pizarro              |
| Alfred García | «Desde que tú estás» | Castellà                | Alfred García, Raúl Gómez                                                                                         |                            |
| Alice Wonder  | «Yo quisiera»        | Castellà                | Alicia Climent Barriuso (Alice Wonder)                                                                            | Alice Wonder i Luke Martin |
| Aritz Arén    | «Flamenco»           | Castellà i anglès       | Carlos Marco, Frida Amundsen, Kaci Brown, Sam Gray, Tonino Speciale                                               |                            |
| Blanca Paloma | «Eaea»               | Castellà                | Blanca Paloma, Álvaro Tato, José Pablo Polo                                                                       | Blanca Paloma              |
| E'Femme       | «Uff!»               | Castellà i anglès       | Antonio Escobar Núñez, Bàrbara Reyzábal (Barei), E'Femme                                                          |                            |
| Famous        | «La Lola»            | Castellà                | Adrián Ghiardo, Andrés Sebastián Ramírez, Jorge de la Cruz Correa                                                 |                            |
| Fusa Nocta    | «Mi familia»         | Castellà                | Ignacio Moreno Gonzalez, Carlos Padilla Linares, Miriam Nares Signes (Fusa Nocta)                                 | Andrés                     |
| José Otero    | «Inviernos en Marte» | Castellà                | José Otero, Manu Chalud, Gabriel Oré, Kenya Saiz, Karen Méndez                                                    |                            |
| Karmento      | «Quiero y duelo»     | Castellà                | Carmen Toledo (Karmento)                                                                                          | Javier Pageo               |
| Megara        | «Arcadia»            | Castellà                | Sara Jiménez Moral, Roberto La Lueta Ruíz, Israel Dante Ramos                                                     | Mègara                     |
| Meler         | «No nos moverán»     | Castellà                | Jonathan Geraint Burt (Meler), Francisco Javier Pagalday, Natalia Neva, Oliver García Cerón, José Héctor Portilla |                            |
| Rakky Ripper  | «Tracción»           | Castellà                | Raquel García Cabrerizo (Rakky Ripper), Aleix Martin Font, Joan Valls Paniza, Rubén Pérez Pérez (Kickbombo)       |                            |
| Sharonne      | «Aire»               | Castellà                | Iván Torrent, Alejandro Barroso, Cristóbal Garrido (Sharonne)                                                     | Albert Cornelles           |
| Siderland     | «Que esclati tot»    | Català                  | Uri Plana, Albert Sort, Andreu Manyós (Siderland), Roger Argemí                                                   | Daniel Anglés              |
| Sofía Martín  | «Tuki»               | Castellà                | Sofía Martín, Freddy Rochow, Claudio Maselli                                                                      |                            |
| Twin Melody   | «Sayonara»           | Castellà, anglès i basc | Aitana Etxeberria, Paula Etxeberria (Twin Melody), Jonathan Geraint Burt (Meler), Natalia Neva Martín             |                            |
| Vicco         | «Nochentera»         | Castellà                | Victoria Riba (Vicco), Rubén Pérez Pérez, Joan Valls Paniza                                                       | Marshall                   |

## Convidats
| Gala        | Convidat(s)     | Informació                                       | Cançó / actuació                                                                  |
| ----------- | --------------- | ------------------------------------------------ | --------------------------------------------------------------------------------- |
| Semifinal 1 | Mónica Naranjo  | Cantant, productora musical i presentadora       | «Diva» (versió del tema guanyador d'Eurovisió 1998 de Dana International)         |
| Semifinal 1 | Edurne          | Cantant, representat d'Espanya en Eurovisió 2015 | Medley de «Amores dormidos», «Boomerang» i «Te quedaste solo»                     |
| Semifinal 1 | Leo Rizzi       | Cantant                                          | «Arcade» (versió del tema guanyador d'Eurovisió 2019 de Duncan Laurence)          |
| Semifinal 2 | Miguel Poveda   | Cantant                                          | «Eres tú» (versió del tema representant d'Espanya en Eurovisió 1973 de Mocedades) |
| Semifinal 2 | Álvaro Soler    | Cantant                                          | «Candela»                                                                         |
| Semifinal 2 | Gloria Trevi    | Cantant                                          | Medley de «Gloria» i «Todos me miran»                                             |
| Final       | Manuel Carrasco | Cantant                                          | «Eres»                                                                            |
| Final       | Mónica Naranjo  | Cantant, productora musical i presentadora       | «Sobreviviré»                                                                     |
| Final       | Ana Mena        | Cantant                                          | Medley de «Un clásico» i «Las doce»                                               |

## Festival

### Semifinals

#### 1a semifinal
La primera semifinal es va celebrar el 31 de gener de 2023. En ella, nou participants es van jugar les quatre places per a la gran final del festival.
| 1a Semifinal – 31 de gener de 2023 | 1a Semifinal – 31 de gener de 2023 | 1a Semifinal – 31 de gener de 2023 | 1a Semifinal – 31 de gener de 2023 | 1a Semifinal – 31 de gener de 2023 | 1a Semifinal – 31 de gener de 2023 | 1a Semifinal – 31 de gener de 2023 | 1a Semifinal – 31 de gener de 2023 | 1a Semifinal – 31 de gener de 2023 | 1a Semifinal – 31 de gener de 2023 | 1a Semifinal – 31 de gener de 2023 | 1a Semifinal – 31 de gener de 2023 | 1a Semifinal – 31 de gener de 2023 |
| Ordre                              | Artista(es)                        | Cançó                              | Jurat (50%)                        | Jurat (50%)                        | Públic (50%)                       | Públic (50%)                       | Públic (50%)                       | Públic (50%)                       | Públic (50%)                       | Públic (50%)                       | Puntuació total                    | Posició final                      |
| Ordre                              | Artista(es)                        | Cançó                              | Puntuació                          | Posició                            | Panell demoscòpic (25%)            | Posició del panell                 | Televot (25%)                      | Posició del televot                | Puntuació d'ambdós segments        | Posició del públic                 | Puntuació total                    | Posició final                      |
| ---------------------------------- | ---------------------------------- | ---------------------------------- | ---------------------------------- | ---------------------------------- | ---------------------------------- | ---------------------------------- | ---------------------------------- | ---------------------------------- | ---------------------------------- | ---------------------------------- | ---------------------------------- | ---------------------------------- |
| 01                                 | Sharonne                           | «Aire»                             | 45                                 | 6a                                 | 20                                 | 7a                                 | 22                                 | 6a                                 | 42                                 | 7a                                 | 87                                 | 6a                                 |
| 02                                 | Aritz Arén                         | «Flamenco»                         | 50                                 | 5a                                 | 22                                 | 6a                                 | 35                                 | 2a                                 | 57                                 | 3a                                 | 107                                | 5a                                 |
| 03                                 | Sofía Martín                       | «Tuki»                             | 22                                 | 9a                                 | 13                                 | 9a                                 | 13                                 | 9a                                 | 26                                 | 9a                                 | 48                                 | 9a                                 |
| 04                                 | Agoney                             | «Quiero arder»                     | 86                                 | 1a                                 | 35                                 | 2a                                 | 40                                 | 1a                                 | 75                                 | 1a                                 | 161                                | 1a                                 |
| 05                                 | Megara                             | «Arcadia»                          | 51                                 | 4a                                 | 30                                 | 3a                                 | 30                                 | 3a                                 | 60                                 | 2a                                 | 111                                | 4a                                 |
| 06                                 | Alice Wonder                       | «Yo quisiera»                      | 79                                 | 2a                                 | 15                                 | 8a                                 | 25                                 | 5a                                 | 40                                 | 8a                                 | 119                                | 2a                                 |
| 07                                 | Meler                              | «No nos moverán»                   | 29                                 | 7a                                 | 40                                 | 1a                                 | 15                                 | 8a                                 | 55                                 | 4a                                 | 84                                 | 7a                                 |
| 08                                 | Fusa Nocta                         | «Mi familia»                       | 65                                 | 3a                                 | 25                                 | 5a                                 | 28                                 | 4a                                 | 53                                 | 5a                                 | 118                                | 3a                                 |
| 09                                 | Twin Melody                        | «Sayonara»                         | 29                                 | 7a                                 | 28                                 | 4a                                 | 20                                 | 7a                                 | 48                                 | 6a                                 | 77                                 | 8a                                 |

#### 2a semifinal
La segona semifinal es va celebrar el 2 de febrer de 2023. En ella, nou participants es van jugar les restants quatre places per a la gran final del festival.
| 2a Semifinal – 2 de febrer de 2023 | 2a Semifinal – 2 de febrer de 2023 | 2a Semifinal – 2 de febrer de 2023 | 2a Semifinal – 2 de febrer de 2023 | 2a Semifinal – 2 de febrer de 2023 | 2a Semifinal – 2 de febrer de 2023 | 2a Semifinal – 2 de febrer de 2023 | 2a Semifinal – 2 de febrer de 2023 | 2a Semifinal – 2 de febrer de 2023 | 2a Semifinal – 2 de febrer de 2023 | 2a Semifinal – 2 de febrer de 2023 | 2a Semifinal – 2 de febrer de 2023 | 2a Semifinal – 2 de febrer de 2023 |
| Ordre                              | Artista(es)                        | Cançó                              | Jurat (50%)                        | Jurat (50%)                        | Públic (50%)                       | Públic (50%)                       | Públic (50%)                       | Públic (50%)                       | Públic (50%)                       | Públic (50%)                       | Puntuació total                    | Posició final                      |
| Ordre                              | Artista(es)                        | Cançó                              | Puntuació                          | Posició                            | Panell demoscòpic (25%)            | Posició del panell                 | Televot (25%)                      | Posició del televot                | Puntuació d'ambdós segments        | Posició del públic                 | Puntuació total                    | Posició final                      |
| ---------------------------------- | ---------------------------------- | ---------------------------------- | ---------------------------------- | ---------------------------------- | ---------------------------------- | ---------------------------------- | ---------------------------------- | ---------------------------------- | ---------------------------------- | ---------------------------------- | ---------------------------------- | ---------------------------------- |
| 01                                 | Famous                             | «La Lola»                          | 46                                 | 7a                                 | 28                                 | 4a                                 | 13                                 | 9a                                 | 41                                 | 7a                                 | 87                                 | 7a                                 |
| 02                                 | José Otero                         | «Inviernos en Marte»               | 63                                 | 3a                                 | 22                                 | 6a                                 | 20                                 | 7a                                 | 42                                 | 6a                                 | 105                                | 4a                                 |
| 03                                 | Karmento                           | «Quiero y duelo»                   | 47                                 | 6a                                 | 30                                 | 3a                                 | 35                                 | 2a                                 | 65                                 | 3a                                 | 112                                | 3a                                 |
| 04                                 | Rakky Ripper                       | «Tracción»                         | 24                                 | 8a                                 | 13                                 | 9a                                 | 15                                 | 8a                                 | 28                                 | 9a                                 | 52                                 | 9a                                 |
| 05                                 | Blanca Paloma                      | «Eaea»                             | 92                                 | 1a                                 | 35                                 | 2a                                 | 40                                 | 1a                                 | 75                                 | 1a                                 | 167                                | 1a                                 |
| 06                                 | E'Femme                            | «Uff!»                             | 17                                 | 9a                                 | 25                                 | 5a                                 | 22                                 | 6a                                 | 47                                 | 5a                                 | 64                                 | 8a                                 |
| 07                                 | Siderland                          | «Que esclati tot»                  | 48                                 | 5a                                 | 15                                 | 8a                                 | 25                                 | 5a                                 | 40                                 | 8a                                 | 88                                 | 6a                                 |
| 08                                 | Alfred García                      | «Desde que tú estás»               | 52                                 | 4a                                 | 20                                 | 7a                                 | 30                                 | 3a                                 | 50                                 | 4a                                 | 102                                | 5a                                 |
| 09                                 | Vicco                              | «Nochentera»                       | 67                                 | 2a                                 | 40                                 | 1a                                 | 28                                 | 4a                                 | 68                                 | 2a                                 | 135                                | 2a                                 |

### Final
La gran final es va celebrar el 4 de febrer de 2023. En ella, els quatre participants classificats de cada semifinal es van disputar la plaça per a representar Espanya en Eurovisió 2023 i emportar-se el primer premi al Benidorm Fest 2023.
| Final - 4 de febrer de 2023 | Final - 4 de febrer de 2023 | Final - 4 de febrer de 2023 | Final - 4 de febrer de 2023 | Final - 4 de febrer de 2023 | Final - 4 de febrer de 2023 | Final - 4 de febrer de 2023 | Final - 4 de febrer de 2023 | Final - 4 de febrer de 2023 | Final - 4 de febrer de 2023 | Final - 4 de febrer de 2023 | Final - 4 de febrer de 2023 | Final - 4 de febrer de 2023 | Final - 4 de febrer de 2023 |
| Ordre                       | Artista(es)                 | Cançó                       | Jurat (50%)                 | Jurat (50%)                 | Públic (50%)                | Públic (50%)                | Públic (50%)                | Públic (50%)                | Públic (50%)                | Públic (50%)                | Públic (50%)                | Puntuació total             | Posició final               |
| Ordre                       | Artista(es)                 | Cançó                       | Puntuació                   | Posició                     | Panell demoscòpic (25%)     | Posició del panell          | Televot (25%)               | Percentatge del televot     | Posició del televot         | Puntuació d'ambdós segments | Posició del públic          | Puntuació total             | Posició final               |
| --------------------------- | --------------------------- | --------------------------- | --------------------------- | --------------------------- | --------------------------- | --------------------------- | --------------------------- | --------------------------- | --------------------------- | --------------------------- | --------------------------- | --------------------------- | --------------------------- |
| 01                          | Karmento                    | «Quiero y Duelo»            | 35                          | 7a                          | 20                          | 7a                          | 25                          | 6,77%                       | 5a                          | 45                          | 6a                          | 80                          | 6a                          |
| 02                          | Megara                      | «Arcadia»                   | 50                          | 5a                          | 28                          | 4a                          | 28                          | 8,31%                       | 4a                          | 56                          | 4a                          | 106                         | 4a                          |
| 03                          | Alice Wonder                | «Yo Quisiera»               | 53                          | 4a                          | 16                          | 8a                          | 20                          | 4,41%                       | 7a                          | 36                          | 8a                          | 89                          | 5a                          |
| 04                          | Fusa Nocta                  | «Mi Familia»                | 24                          | 8a                          | 25                          | 5a                          | 22                          | 5,01%                       | 6a                          | 47                          | 5a                          | 71                          | 8a                          |
| 05                          | Agoney                      | «Quiero arder»              | 80                          | 2a                          | 30                          | 3a                          | 35                          | 27,19%                      | 2a                          | 65                          | 3a                          | 145                         | 2a                          |
| 06                          | Blanca Paloma               | «Eaea»                      | 94                          | 1a                          | 35                          | 2a                          | 40                          | 28,28%                      | 1a                          | 75                          | 1a                          | 169                         | 1a                          |
| 07                          | José Otero                  | «Inviernos en Marte»        | 37                          | 6a                          | 22                          | 6a                          | 16                          | 2,79%                       | 8a                          | 38                          | 7a                          | 75                          | 7a                          |
| 08                          | Vicco                       | «Nochentera»                | 59                          | 3a                          | 40                          | 1a                          | 30                          | 17,23%                      | 3a                          | 70                          | 2a                          | 129                         | 3a                          |

## Audiències
| Gala        | Data                | Hora  | Espectadors | Quota |
| ----------- | ------------------- | ----- | ----------- | ----- |
| Semifinal 1 | 31 de gener de 2023 | 22.50 | 1 044 000   | 10,0% |
| Semifinal 2 | 2 de febrer de 2023 | 22.40 | 1 020 000   | 9,4%  |
| Final       | 4 de febrer de 2023 | 22.05 | 1 887 000   | 14,7% |

     Líder de la nit.
     Récord d'audiència.

### Altres
| Gala                                    | Data                 | Hora  | Espectadors | Quota |
| --------------------------------------- | -------------------- | ----- | ----------- | ----- |
| Los elegidos (I)                        | 25 d'octubre de 2022 | 22.35 | 571 000     | 4,0%  |
| Los elegidos (II)                       | 29 d'octubre de 2022 | 22.10 | 617 000     | 6,0%  |
| La noche del Benidorm Fest: previo (I)  | 31 de gener de 2023  | 22.05 | 997 000     | 6,8%  |
| La noche del Benidorm Fest: post (I)    | 1 de febrer de 2023  | 00.50 | 338 000     | 7,3%  |
| La noche del Benidorm Fest: previo (II) | 2 de febrer de 2023  | 22.10 | 761 000     | 5,2%  |
| La noche del Benidorm Fest: post (II)   | 3 de febrer de 2023  | 00.40 | 341 000     | 7,2%  |
| La noche del Benidorm Fest: post (III)  | 5 de febrer de 2023  | 00.10 | 720 000     | 9,5%  |

## Palmarès
| Gala                                  | Data                 | Presentadors                                | Canal d'emissió | Guanyador     | Subcampió    | 3.er classificat |
| ------------------------------------- | -------------------- | ------------------------------------------- | --------------- | ------------- | ------------ | ---------------- |
| Benidorm Fest 2023: Primera semifinal | Gener-Febrer de 2023 | Mónica Naranjo Inés Hernand Rodrigo Vázquez | La 1            | Agoney        | Alice Wonder | Fusa Nocta       |
| Benidorm Fest 2023: Segona semifinal  | Gener-Febrer de 2023 | Mónica Naranjo Inés Hernand Rodrigo Vázquez | La 1            | Blanca Paloma | Vicco        | Karmento         |
| Benidorm Fest 2023: Final             | Gener-Febrer de 2023 | Mónica Naranjo Inés Hernand Rodrigo Vázquez | La 1            | Blanca Paloma | Agoney       | Vicco            |